# Go-Fukakusa
L'emperador Go-Fukakusa (后 深 草 天皇, Go-Fukakusa-Tennō, 28 de juny del 1243 - 17 d'agost del 1304) va ser el 89è emperador del Japó, segons l'ordre tradicional de successió. Va regnar entre 1246 i 1260. Abans de ser ascendit al Tron de Crisantem, el seu nom personal (imina) era Príncep Imperial Hisahito (久 仁 亲王, Hisahito-shinnō).

## Biografia
El 1247 va abdicar el seu pare, l'emperador Go-Saga i el Príncep Imperial Hisahito va assumir el tron, als dos anys, amb el nom d'emperador Go-Fukakusa. El seu pare actuaria com a emperador enclaustrat.
No obstant això, en 1260, després de pressions del seu pare, abdica a l'edat de quinze anys a favor del seu germà menor, que es convertiria en l'emperador Kameyama.
Després de l'ascensió de l'emperador Go-Uda el 1274, Saionji Sanekane negocià amb el shogunat i es nomena un fill de l'emperador Go-Fukakusa com príncep de la Corona. En 1287, el príncep Imperial Hirohito assumiria el tron amb el nom d'emperador Fushimi, i l'emperador Go-Fukakusa actuaria com a emperador enclaustrat.
No obstant això, el 1290 es retira de la posició d'emperador enclaustrat i es converteix en monjo budista. El seu setè fill, el príncep Imperial Hisaaki es convertiria en el 8è shogun Kamakura, reforçant el poder de la branca familiar que va fundar l'emperador Go-Fukakusa, el Jimyōin-tō.
En 1304 mor a l'edat de 61 anys.